# Léonard Leymarie (député)
Léonard Leymarie est un homme politique français né le 24 janvier 1729 à Martel (Lot) et décédé le 28 novembre 1816.

## Biographie
Curé de Saint-Privat[Lequel ?], il est député du clergé aux états généraux de 1789 pour la sénéchaussée du Quercy. Il siège à droite, s'oppose à la Révolution en signant les protestations des 12 et 15 septembre 1791 et disparaît de la scène politique après la session.

## Sources
- Ressource relative à la vie publique :   - Base Sycomore
- Notices d'autorité :   - VIAF
  - BnF (données)
- « Léonard Leymarie (député) », dans Adolphe Robert et Gaston Cougny, Dictionnaire des parlementaires français, Edgar Bourloton, 1889-1891 [détail de l’édition]